# Alonso Coello
Alonso Coello Camarero (Madrid, 12 ottobre 1999) è un calciatore spagnolo, centrocampista del Toronto FC.

## Carriera
Ha militato nei settori giovanili di Atlético Madrid e Rayo Vallecano. Nel 2018 si è trasferito negli Stati Uniti per frequentare la Florida Atlantic University, dove ha giocato con la squadra locale per tre anni. Nel 2019 ha anche giocato alcuni incontri in USL League Two con i Dalton Red Wolves.
Il 1º aprile 2022 ha firmato un contratto professionistico con il Toronto FC II e due giorni dopo ha debuttato in MLS Next Pro contro il FC Cincinnati 2. Ha segnato il suo primo gol l'8 maggio 2022 nella trasferta persa 4-1 contro il New York City II.
Il 24 marzo 2023 è stato aggregato alla prima squadra del Toronto ed il giorno seguente ha debuttato in MLS nell'incontro pareggiato 0-0 contro il S.J. Earthquakes. Ha preso parte con il gruppo della prima squadra anche alla partita successiva, pur senza scendere in campo, ed il 6 aprile è stato definitivamente promosso.

## Statistiche

### Presenze e reti nei club
Statistiche aggiornate al 16 marzo 2024.
| Stagione        | Squadra           | Campionato      | Campionato | Campionato | Coppe nazionali | Coppe nazionali | Coppe nazionali | Coppe continentali | Coppe continentali | Coppe continentali | Altre coppe | Altre coppe | Altre coppe | Totale | Totale | Totale |
| Stagione        | Squadra           | Comp            | Pres       | Reti       | Comp            | Pres            | Reti            | Comp               | Pres               | Reti               | Comp        | Pres        | Reti        | Pres   | Reti   |        |
| --------------- | ----------------- | --------------- | ---------- | ---------- | --------------- | --------------- | --------------- | ------------------ | ------------------ | ------------------ | ----------- | ----------- | ----------- | ------ | ------ | ------ |
| 2019            | Dalton Red Wolves | USL2            | 9          | 0          |                 | -               | -               |                    | -                  | -                  |             | -           | -           | 9      | 0      |        |
| 2022            | Toronto FC II     | MNP             | 25         | 1          |                 | -               | -               |                    | -                  | -                  |             | -           | -           | 25     | 1      |        |
| 2023            | Toronto FC        | MLS             | 21         | 0          | CC              | 1               | 0               |                    | -                  | -                  | LC          | 2           | 0           | 24     | 0      |        |
| 2024            | Toronto FC        | MLS             | 4          | 0          | CC              | 0               | 0               |                    | -                  | -                  |             | -           | -           | 4      | 0      |        |
| Totale carriera | Totale carriera   | Totale carriera | 59         | 1          |                 | 1               | 0               |                    | -                  | -                  |             | 2           | 0           | 62     | 1      |        |